# 아웃랜더 (영화)
아웃랜더(Outlander)는 독일에서 제작된 하워드 맥케인 감독의 2008년 액션, 모험, SF 영화이다. 제임스 카비젤 등이 주연으로 출연하였고 크리스 로버츠 등이 제작에 참여하였다.

## 출연

### 주연
- 제임스 카비젤
- 소피아 마일즈
- 존 허트

### 조연
- 잭 휴스턴
- 론 펄먼
- 존 빌
- 케이티 베긴
- 맷 쿡

## 제작진
- 공동제작: 네이쇼 알리
- 협력프로듀서: 니콜 하우스만
- 미술: 데이빗 해클
- 세트: 이안 그레그
- 의상: 데브라 핸슨
- 배역: 데아드르 보웬